# تل رئيس
تل رئيس (بالفارسية: تل‌رئیس) هي قرية تقع في منطقة حومة الريفية ( Howmeh Rural District) في إيران. يقدر عدد سكانها بـ 45 نسمة بحسب إحصاء 2016.